# Urfeld (Wesseling)

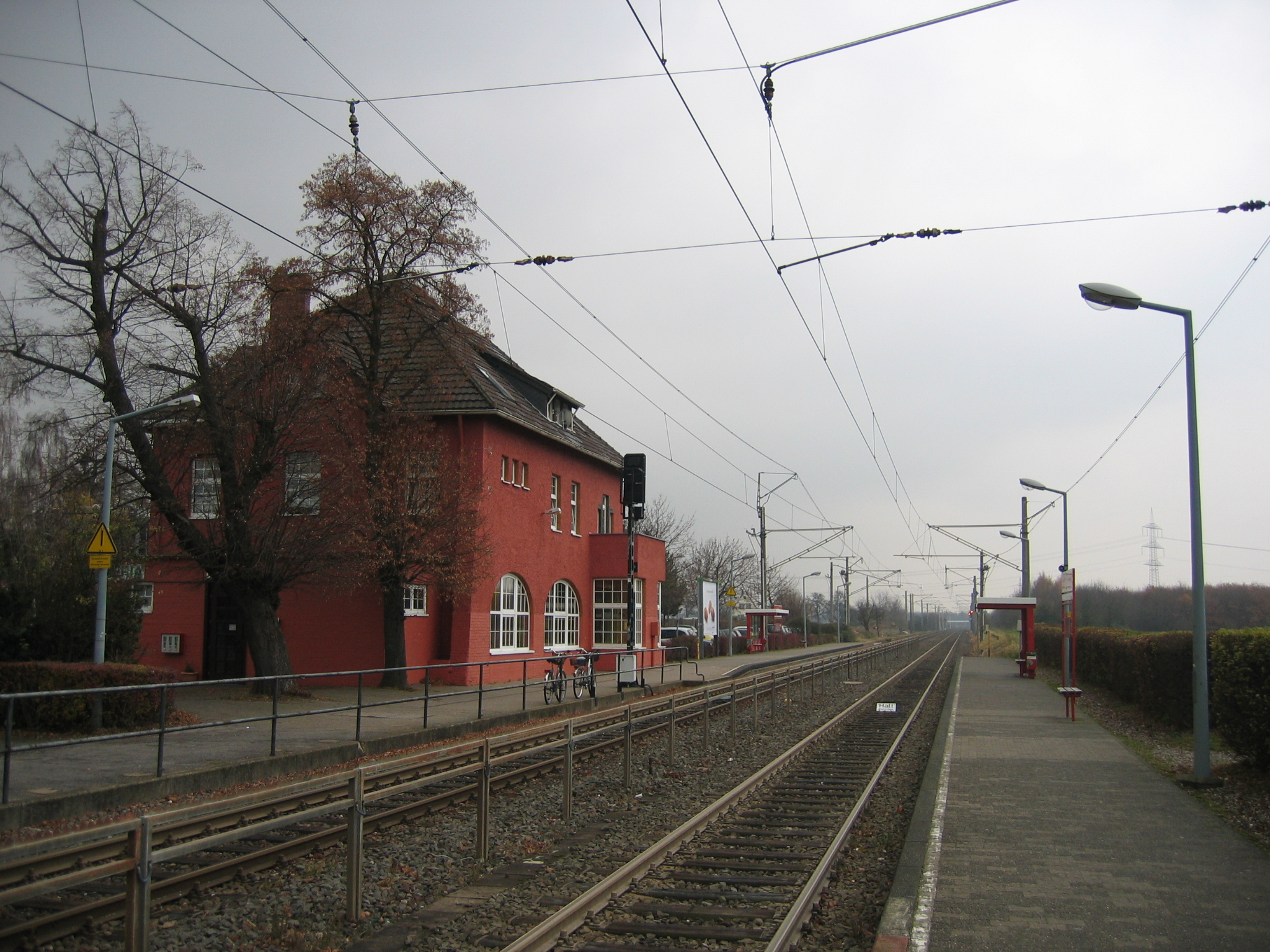
Haltepunkt Urfeld an der Rheinuferbahn

Urfeld ist ein Ortsteil der Stadt Wesseling im Rhein-Erft-Kreis des Landes Nordrhein-Westfalen. In der Ortschaft sind derzeit 4.153 Personen (Stand: 31. Dezember 2018) ansässig.

## Geografie
Urfeld umfasst eine Fläche von 5,76 km² und liegt südöstlich der Wesselinger Stadtmitte, am linken Ufer des Rheins, der hier geographisch schon als Niederrhein bezeichnet wird. Nachbarorte sind der Stadtteil Wesseling-Keldenich im Westen, Bornheim-Sechtem im Südwesten, Bornheim-Widdig im Süden und die Stadt Niederkassel im Osten jenseits des Rheins. Die nächstgelegenen größeren Städte sind Köln, 14 km nördlich, und Bonn, 11 km südlich.
Durch den Ort verlaufen die Rheinuferbahn und die Landesstraße 300 (früher Bundesstraße 9) sowie am westlichen Ortsrand die Bundesautobahn 555, die Köln und Bonn miteinander verbindet. Von dieser Autobahn kann Urfeld über die Anschlussstelle Wesseling erreicht werden.
Aus Wesseling kommend besteht ebenfalls die Möglichkeit mit der Stadtbuslinie 721 den Ortsteil Urfeld zu erreichen.
Urfeld liegt an der Mündung eines eiszeitlichen Altarmes, der Gumme, in den Rhein.

## Geschichte
Aus dem 5. Jahrtausend v. Chr. (Latènezeit, jüngere Eisenzeit) stammen Funde im Geländebereich der früheren UK, heute Rheinland-Raffinerie.
Jungzeitliche Beile aus dem 4. Jahrtausend v. Chr. wurden in Urfeld im Bereich des Rodderwegs gefunden.
Im 5. Jahrhundert n. Chr. setzten die Franken über den Rhein und eroberten die linksrheinischen Gebiete. Damals nannten sie diesen Ort „Oruare“, was so viel bedeutet wie ein Platz, wo man überfährt. Somit war in Urfeld vermutlich früher eine Fährstelle, die über den Rhein führte.
1107 wurde der Frohnhof zu Urfeld erstmals erwähnt. Ein Ritter Ludovicus de Urvere wohnte 1200 in Urfeld. Urfeld und die umliegenden Dörfer wurden 1376 im Kölner Schöffenkrieg niedergebrannt. 1449 bestand Urfeld aus 28 Häusern. Ein Großbrand vernichtete 1590 den größten Teil des Dorfes. 1620 im Dreißigjährigen Krieg raubten und verwüsteten Niederländer und Spanier das Dorf. Urfeld bestand 1659 aus 50 Häusern, sechs Grundhöfen und zwei Hausmannshöfen. Pastor Hermann Reuter stiftete 1681 Urfeld eine Schule.
1798 gehörte Urfeld zum Kanton Brühl im Arrondissement de Cologne und Département de la Roer, seit 1800 zur Mairie Hersel.
1815 fiel das Rheinland und damit auch Urfeld an Preußen. Der Ort wurde dem Kreis Bonn (ab 1887 Landkreis Bonn) im Regierungsbezirk Köln der Provinz Jülich-Kleve-Berg zugeteilt, die 1822 mit der Provinz Großherzogtum Niederrhein zur Rheinprovinz vereinigt wurde. Urfeld war eine von sechs Gemeinden der Bürgermeisterei Hersel.
1906 erhielt Urfeld einen Bahnanschluss durch die neuerbaute Rheinuferbahn. 1907 wurde der Wasserturm erbaut. Bei der Volkszählung am 1. Dezember 1910 hatte die Gemeinde 827 Einwohner.
1935 wurde die Gemeinde Urfeld mit den ebenfalls zum Amt Hersel gehörenden Gemeinden Hersel, Uedorf und Widdig zur (neuen) Gemeinde Hersel zusammengeschlossen. Das bisherige Amt Hersel wurde aufgelöst und die neue Gemeinde dem Amt Bornheim zugeordnet. 1937 siedelte sich das Hydrierwerk Union Rheinische Braunkohlen Kraftstoff AG, kurz „UK“ genannt, nahe am Ortsrand von Urfeld an.
Die Umgliederung Urfelds von Hersel nach Wesseling erfolgte am 1. August 1969 durch das Gesetz zur kommunalen Neugliederung des Raumes Bonn (Bonn-Gesetz). Vom 1. Januar 1975 bis zur Wiederherstellung der Selbständigkeit der Stadt Wesseling am 1. Juli 1976 gehörte Urfeld zur Stadt Köln.
1982 wurde der Wasserturm aus dem Jahre 1907 abgerissen. Der am Rheinufer gelegene Dietkirchener Hof war ab den 1950er-Jahren Residenz der Königlich-Niederländischen Botschaft und von 1972 bis 1999 Residenz der Botschaft des Königreichs Schweden.

## Politik

### Ortsvorsteher
Der Rat der Stadt Wesseling hat Manfred Rothermund (CDU) zum Ortsvorsteher von Urfeld gewählt. Er führt die Bezeichnung „Ortsbürgermeister“.

## Wirtschaft und Industrie
Am Ortsrand von Urfeld grenzt das Wesselinger Werk der Rheinland-Raffinerie und wird betrieben von der Firma Shell-Deutschland Oil GmbH (vormals DEA und davor Union Rheinische Braunkohlen Kraftstoff AG). Die Raffinerie ist über eine Pipeline mit Wilhelmshaven und Rotterdam verbunden, von wo sie ihr Rohöl bezieht.

## Öffentliche Einrichtungen
- Mehrzweckhalle mit zahlreichen Vereinsräumen
- Katholische Kirchengemeinde St. Thomas Apostel
- Evangelische Dankeskirche, Waldsiedlung, Waldstraße
- Städtische Kindertageseinrichtung Weidenweg
- Katholische Kindertageseinrichtung St. Thomas I
- Katholische Kindertageseinrichtung St. Thomas II
- Fußballplatz für Jugendliche
- mehrere öffentliche Spielplätze
- Rheinschule
- Sportplatz
- Dorfplatz

## Sehenswürdigkeiten
- St. Thomas Apostel

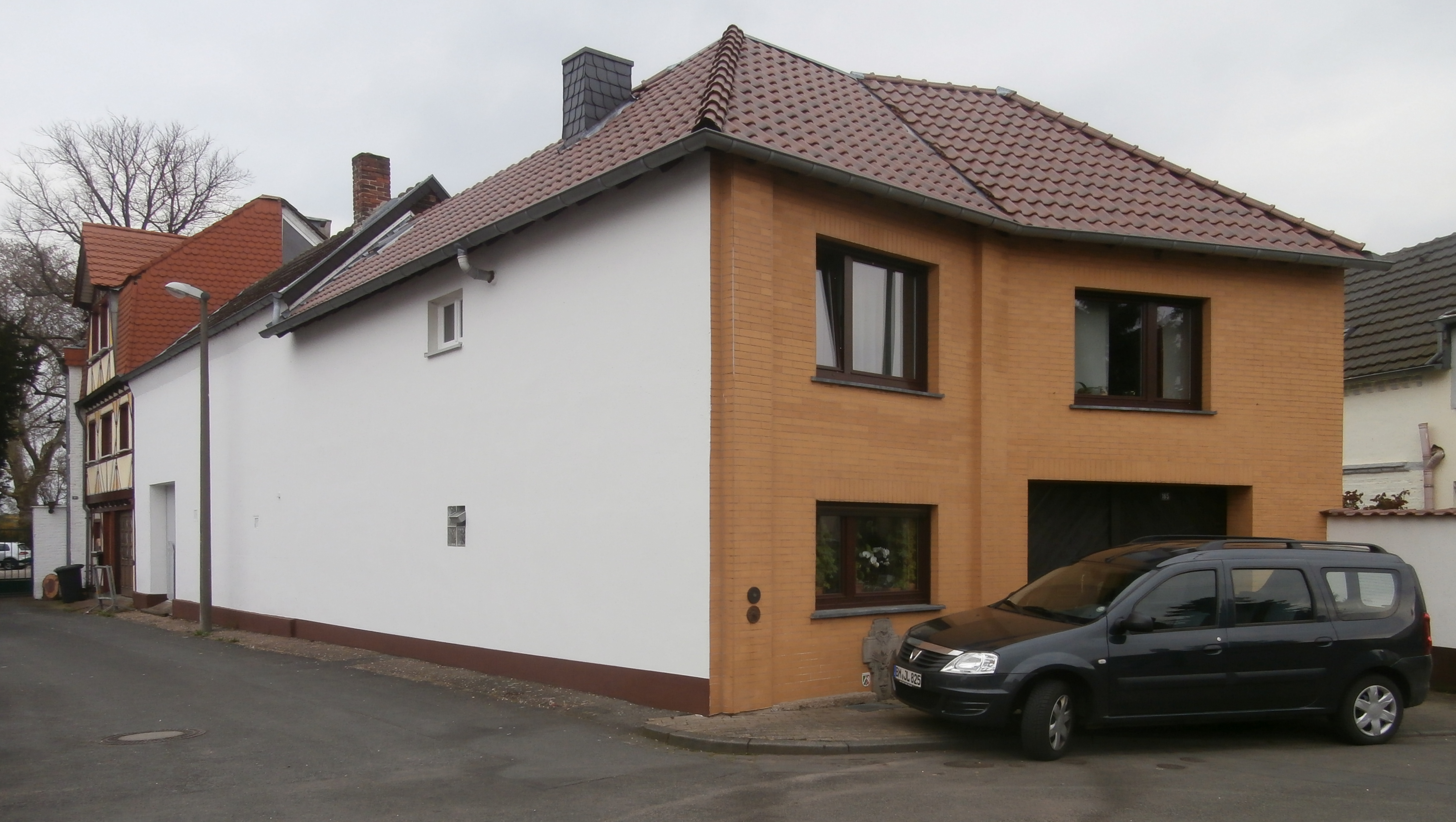
Dietkirchener Hof (2014)

- Kriegerdenkmal an der Rückseite der Pfarrkirche
- Dorfbrunnen mit plastischer Geschichte Urfelds
- Leinpfad am Rhein (alter Treidelpfad)
- Kaderhof mit Chronogramm aus Anno 1792
- Heiligenhäuschen aus dem 19. Jahrhundert
- Reste einer Villa Rustica
- Dankeskirche
- Dietkirchener Hof
- Schloss Eichholz zwischen Keldenich und Urfeld

## Kultur und Freizeit

### Feste und Brauchtum
- Jährlicher Karnevalsumzug mit Kinderprinz oder Kinderprinzessin
- Jährliches Maifest (Mainacht) mit Krönung eines Maipaares
- Jährliches Weinfest mit Krönung einer Weinkönigin
- Jährliche Krönung eines Angelkönigs auf der „Aalnacht“
- Jährlicher Tag der Blasmusik
- Jährlicher Weihnachtsmarkt auf dem Dorfplatz
- Jährliches Stiftungsfest der Freiwilligen Feuerwehr

### Touristik
- Fahrgastschiff „Anja“[4] am Rheinufer von Urfeld
- Radwandertour-Weg auf dem Leinpfad am Rhein